# Clinopodium euosmum
Clinopodium euosmum là một loài thực vật có hoa trong họ Hoa môi. Loài này được (W.W.Sm.) Bräuchler & Heubl mô tả khoa học đầu tiên năm 2006.